# 小行星7124
小行星7124（7124 Glinos）是一颗绕太阳运转的小行星，为主小行星带小行星。该小行星于1990年7月24日发现。

## 轨道参数
小行星7124的轨道半长轴为3.1379782 UA，离心率为0.038。